# Mikasa (cuirassé)
Pour les articles homonymes, voir Mikasa.
Le Mikasa (三笠) est un cuirassé pré-dreadnought de la marine impériale japonaise lancé le 8 novembre 1900. Il s'agit du dernier pré-dreadnought encore existant aujourd'hui. Avec le croiseur russe Aurore le Mikasa est un des deux derniers survivants de la bataille de Tsushima (27 mai 1905).

## Histoire

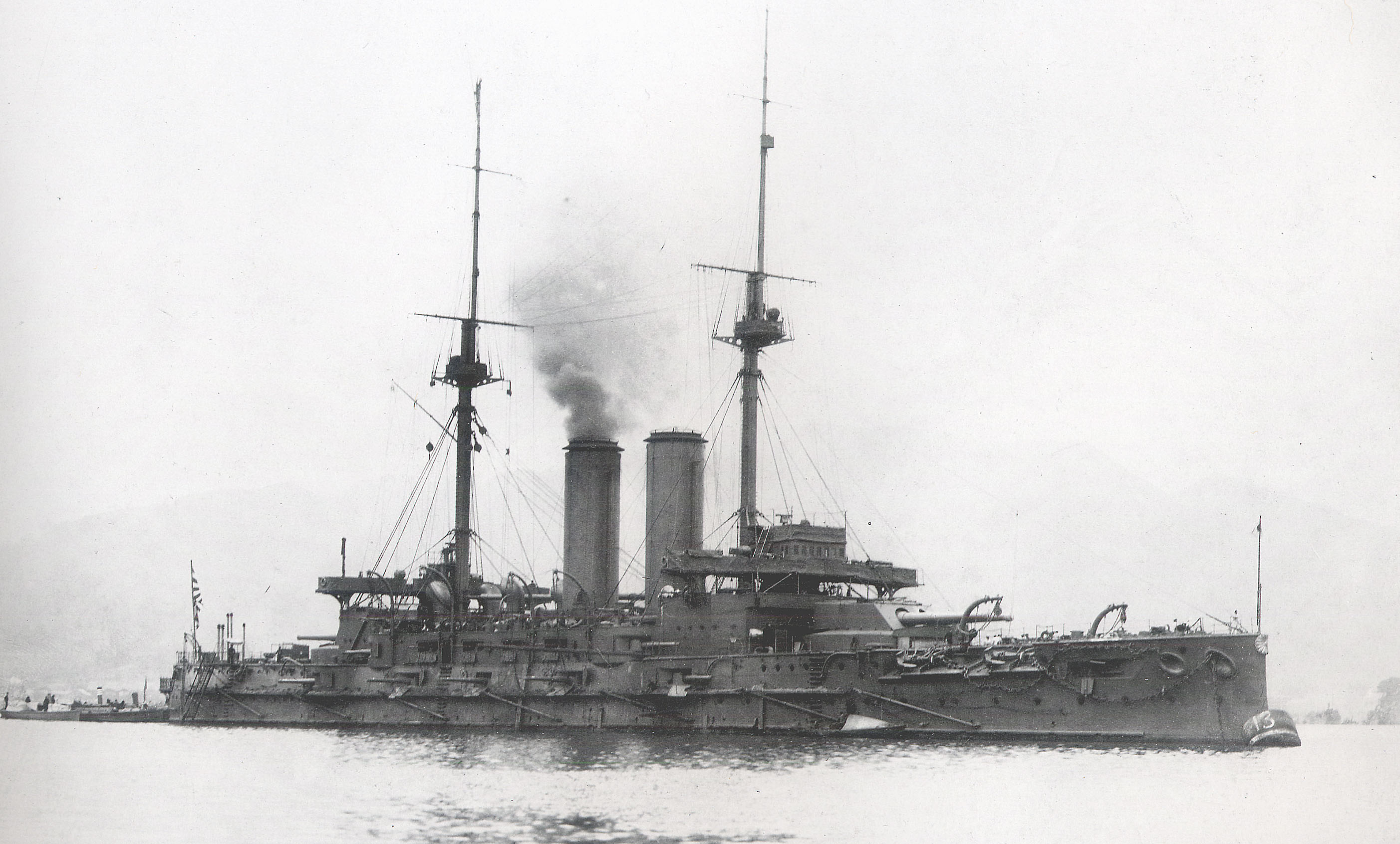
Le Mikasa en 1905

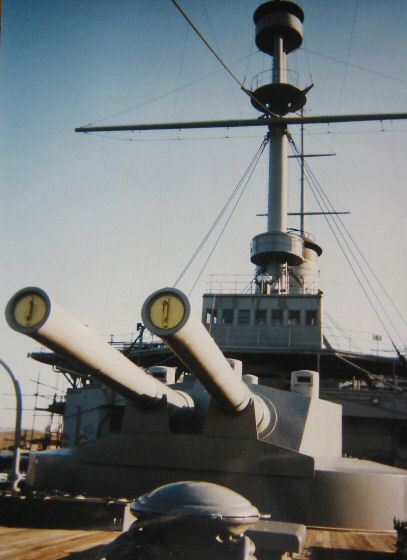
La tourelle double avant de 305 mm du Mikasa

Mis en service 1er mars 1902, il servit comme navire amiral de l'amiral Tōgō à partir du 28 décembre 1903 pendant les batailles de la mer Jaune et de Tsushima durant la guerre russo-japonaise.
 Victime d’une explosion accidentelle le 11 septembre 1905 dans le port de Sasebo causant 339 morts, il est relevé, réparé et remis en service le 24 avril 1908.
Il fut rayé des effectifs de la marine le 20 septembre 1923.
Il est aujourd'hui utilisé comme navire musée de la Marine à Yokosuka.
Il est avec le brise-glace Sōya le dernier navire de la Marine impériale japonaise encore existant.

## Clin d'œil culturel
- Mikasa Ackerman, l'un des personnages principaux du shōnen manga L'Attaque des Titans, publié entre 2009 et 2021, est prénommé ainsi en hommage au cuirassé. Hajime Isayama, l'auteur de l'œuvre, explique ce choix en raison de sa conviction personnelle que les œuvres comportant des personnages féminins portant le nom de célèbres navires de guerre tendent à avoir du succès[1].
- IJN Mikasa fait aussi une apparition dans le jeux mobile Azur Lane